# Bois de Cise
Bois de Cise is een badplaats in de Franse gemeente Ault in het departement Somme. De badplaats ligt aan de Kanaalkust, twee kilometer ten zuidwesten van het dorpscentrum van Ault, tegen de gemeentegrens van Saint-Quentin-la-Motte-Croix-au-Bailly.
Bois de Cise ligt op de rotskliffen, waar deze een kleine bosrijke vallei vormen. Een trap maakt het mogelijk af te dalen naar het strand.

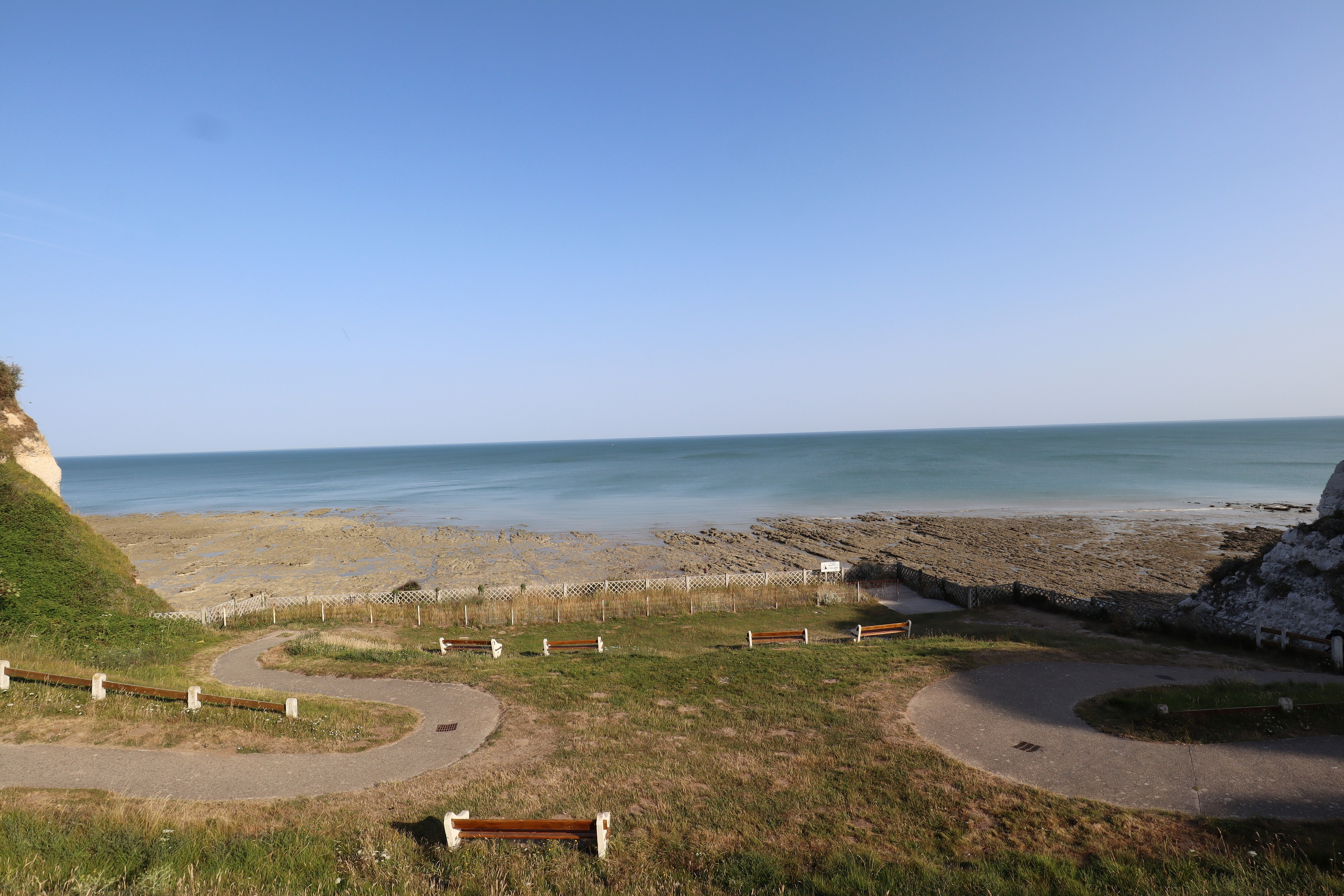
Afdaling naar het strand

## Geschiedenis
De bosrijke vallei is een restant van een uitgestrekter bos, dat geleidelijk aan kleiner werd door ontginning door benedictijner monniken in de middeleeuwen. Tijdens het ancien régime was dit een jachtgebied van La Motte (Saint-Quentin-la-Motte-Croix-au-Bailly).
Op het eind van het ancien régime eind 18de eeuw, toen de gemeenten werden gecreëerd, werd het gebied ondergebracht in de gemeente Ault. De carte de l'état-major uit de 19de eeuw toont hier een nog onbewoond bos.
Eind 19de eeuw kwam het kusttoerisme op. Het terrein kwam in 1896 in handen van Jean-Baptiste Theulot, een wijnhandelaar uit Mercurey en neef van Louis Gros, die de nabijgelegen badplaats Onival had uitgebouwd. Hij liet het terrein verkavelen om het uit te bouwen tot een badplaats. Er werd een hotel gebouwd in 1898. Tegen de Eerste Wereldoorlog waren er een 60-tal gebouwen opgetrokken. Rond 1911 werd de Chapelle Sainte-Édith opgericht.
Tijdens de Eerste Wereldoorlog werden de hotels en villa's opgeëist om vluchtelingen uit Noord-Frankrijk en België en gewonden te huisvesten. De activiteiten werden geleidelijk aan hernomen in het interbellum.
Tijdens de Tweede Wereldoorlog werd de plaats bezet door de Duitsers vanaf juni 1940. Op het strand plaatsten ze aspergeversperringen en bomen werden gekapt. De trap naar de zee werd vernield, en het casino en verschillende villa's werden beschadigd of vernield toen ze gebruikt werden als bron voor hout. Na de oorlog werden verschillende woningen hersteld of herbouwd.
In 1965 werd de trap naar de zee gerenoveerd.

## Bezienswaardigheden
- De Chapelle Sainte-Édith

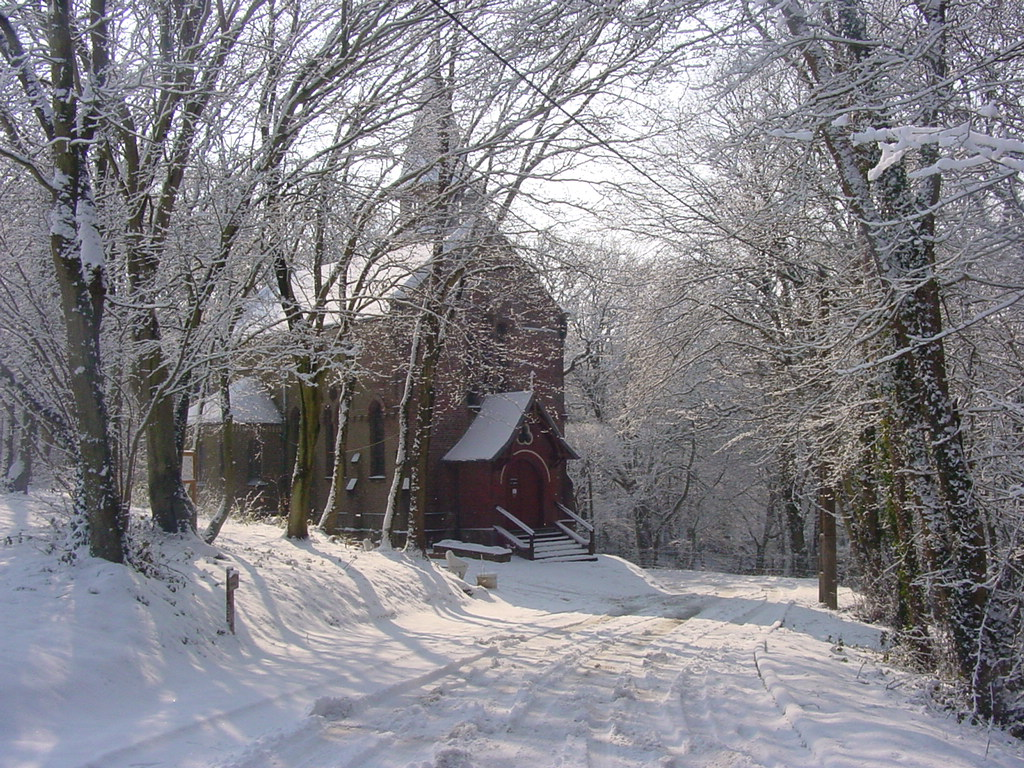
Chapelle Sainte-Édith
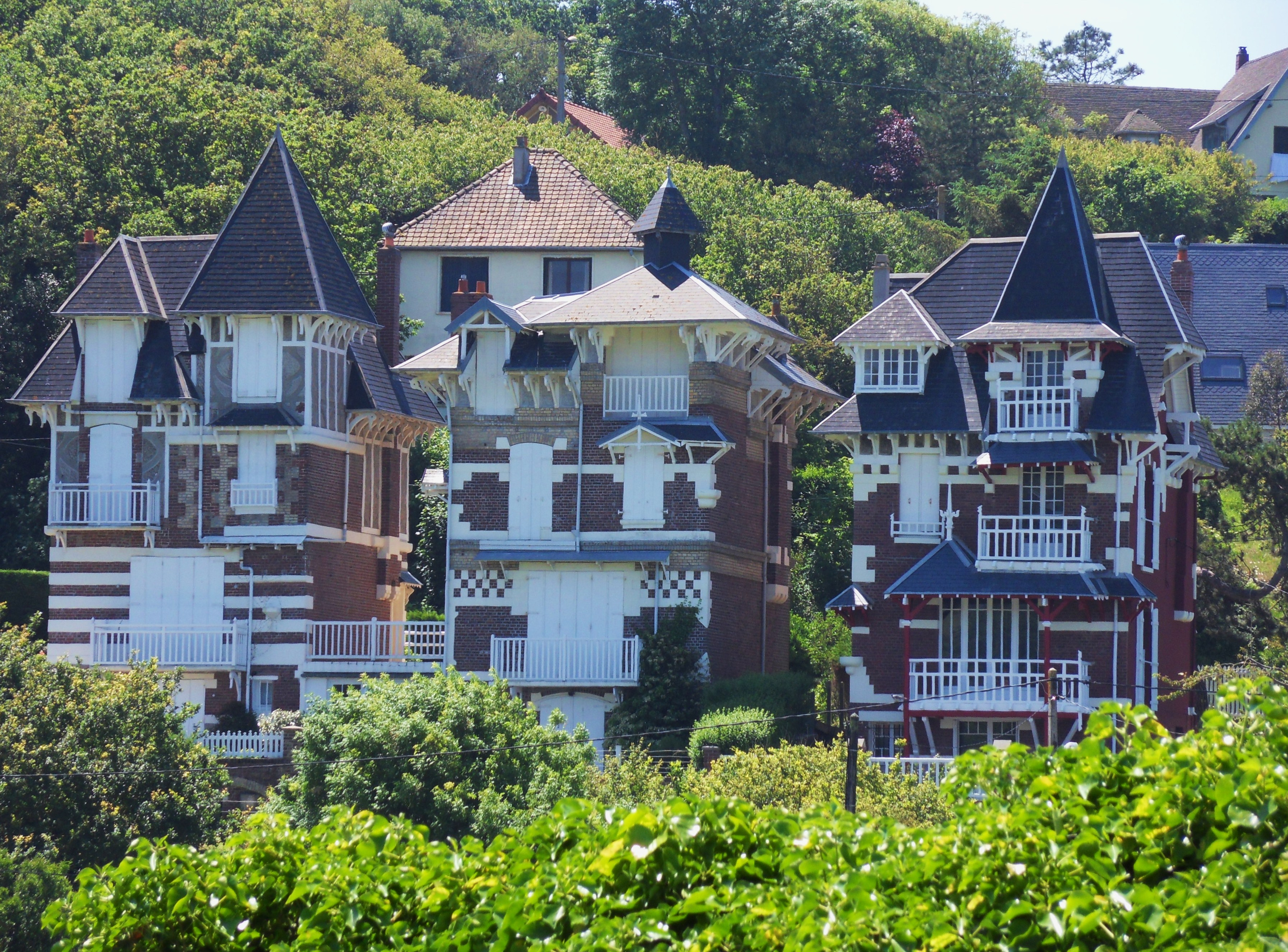
Villa's

Ault · Bois de Cise · Onival